# میان‌چاک تل‌کر
میان‌چاک تل‌کر، روستایی از توابع بخش الوار گرمسیری شهرستان اندیمشک در استان خوزستان ایران است.

## جمعیت
این روستا در دهستان قیلاب قرار دارد و براساس سرشماری مرکز آمار ایران در سال ۱۳۹۵، جمعیت آن ۲۱ نفر (۵خانوار) بوده‌است.